# Festuca gilbertiana
Festuca gilbertiana är en gräsart som beskrevs av Evgenii Borisovich Alexeev och Sylvia Mabel Phillips. Festuca gilbertiana ingår i släktet svinglar, och familjen gräs. Inga underarter finns listade i Catalogue of Life.